# Comedy Central Deutschland
Comedy Central Deutschland – niemiecki kanał komediowy (odpowiednik polskiego Comedy Central Polska).

## Historia
Rozpoczął nadawanie 15 stycznia 2007 o 6:00 w miejsce popularnego kanału muzycznego Viva Plus i tak samo jako on wchodzi w grupę ViacomCBS. Planowo stacja miała nazywać się NICK Comedy ale grupa Viacom zdecydowała się na nazwę Comedy Central. Stacja dzieliła się wtedy nadawaniem z Nickelodeon Niemcy od grudnia 2009 w godzinach 20:15 do 05:45 i pokazuje amerykańskie seriale, jak również własne produkcje. 16 maja 2011 wystartowała niemieckojęzyczna wersja kanału w systemie HD. Kanał dostępny jest w 3 wersjach językowych: oryginalnym (niemieckim), austriackim i szwajcarskim.
Od 8 września stacja zaczęła dzielić czas antenowy z kanałem VIVA, a nie, jak dotąd, z Nickelodeonem. Zmianie uległ również czas nadawania – od 8 września 2014 do 30 września 2015 Comedy Central nadawał w godzinach 17:00–6:00, od 1 października 2015 Comedy Central nadawał od 14:00 do 2:00. Od 1 stycznia 2019 stacja emituje sygnał całodobowo kosztem likwidacji stacji VIVA.

## Odbiór
Comedy Central poprzez satelitę Astra (sygnał cyfrowy):
- Astra Digital: częstotliwość: 11.973 MHz
- Satelita Astra 19,2° wschód
- Polaryzacja: pionowa
- Szybkość transmisji: 27.500 Ms/s
- FEC 3/4
- DVB Service ID: 28677
- Video PID: 4071
- Audio PID: 4072

Comedy Central poprzez DVB-C:
- Kabel BW
- Kabel Deutschland
- Unitymedia
- Kabelsignal Austria

Comedy Central poprzez analogową telewizję kablową:
- Variabel

Comedy Central poprzez DVB-T:
- tylko w landzie Dolna Saksonia na terenie Hanoweru – Brunszwiku (na kanale 60)

Comedy Central poprzez szerokopasmowy internet:
- Odbiór przez T-Home i Alice Home TV
- Odbiór przez Zattoo
- Odbiór przez AonTV